# Rubén Rivarola
Rubén Armando Rivarola Mealla (nacido el 9 de agosto de 1953 en Jujuy), es un comerciante, dueño y director ejecutivo del diario El Tribuno de Jujuy.
Su padre Rubén como empresario fundó las empresas Transporte Rivarola, Trame, Exi, Bodegas El Crestón y otras empresas en Jujuy. Tiene dos hermanas: Vilma Rivarola quién es legisladora de Jujuy y Noemí, que es empresaria.
Fue presidente del Consejo de la Legislatura de Jujuy por el bloque del Partido Justicialista y encabezó la lista de diputados nacionales a asumir en 2011 por su provincia, apoyando a Néstor Kirchner y a Cristina Férnandez.
En las elecciones de 2023 fue candidato a Gobernador de la Provincia de Jujuy, donde sacó el 22% de los votos, resultando el segundo lugar por el candidato oficialista Carlos Sadir, que obtuvo con el 45% de los votos.

## Labor política
Durante mayo de 2012 Rivarola fue designado por unanimidad vicepresidente del Partido Justicialista jujeño, acompañando la presidencia de Eduardo Fellner. es el actual presidente del bloque del Partidos Justcialista de la Legislatura de Jujuy.

### Legislador jujeño
En octubre de 2010 Rivarola presentó un proyecto a la legislatura jujeña para prohibir la venta, expendio y/o suministro de bebidas energizantes en locales de acceso público en los que se vendan bebidas alcohólicas. Surgido a partir de que la mezcla de las bebidas energizantes son una "combinación peligrosa" y abogando por la reducción de su consumo en Jujuy.

### Diputado nacional
En mayo de 2012 apoyó la estatización de YPF señalando que "es una expresión más del federalismo que se propone el Estado nacional" y en 2013 votó afirmativo el Memorándum de entendimiento entre Argentina e Irán por el Atentado a la AMIA.
Fue noticia por ser uno de los diputados que más faltó a las sesiones del Congreso en el mismo año. Rivarola presentó a la Legislatura un proyecto de ley para que el 75% del monto anual de facturación en obras de las empresas mineras, se haga con firmas sanjuaninas. En Jujuy, esto significaría que el  “compre jujeño”, regulado por la Ley N.º 5.185 y sea para  diseñar un marco legal específico para el sector minero. También presentó un proyecto Rubén Rivarola en la Cámara de Diputados de la Nación para la urgente puesta en marcha de obras de mejoras sobre Ruta Nacional 34 por intermedio de Vialidad Nacional.
En 2016 como  diputado provincial Rubén Rivarola presentó 74 proyectos de su autoría y acompañó más de 30 iniciativas de sus pares. En salud impulsó la Ley de ejercicio profesional de Educadores Para la Salud y Educadores Sanitarios, la aprobación de la Ley reglamentaria de la actividad de equinoterapia, para que se incluya como práctica médica en las obras sociales. También logró la institución del Día del Deportista Trasplantado y la creación de un registro único de donantes de órganos. En lo que refiere a seguridad, presentó el proyecto de ley para la colocación de alarmas y cámaras de seguridad en todas las escuelas, declaración de emergencia vial, varios proyectos referidos a mejores rutas y accesos en la provincia. Impulsó el régimen de promoción de pequeñas empresas, la declaración de emergencia social y laboral, mejoras de infraestructura en el parque industrial de Perico, proyecto de fuentes de trabajo "aguas termales". Rivarola presentó además el proyecto de rechazo al tarifazo, que acompañó con una presentación ante la Justicia Federal por la suba del gas en Jujuy, ley de regulación de cajeros automáticos en la provincia, y programa de prevención contra la violencia de género. Impulsó 26 proyecto de ley, entre ellos el de ejercicio profesional de Licenciados en Educación Para la Salud y Educadores Sanitarios en la provincia, creación del Colegio de profesionales,C obertura total a personas ostomizadas; rograma provincial de concientización y prevención de la trombofilia, entre otras.

## Controversias
Durante 2008 en una interna jujeña entre miembros del partido justicialista alineados con el kirchnerismo, el partido se fraccionó en cuatro sectores —en disputa por el poder que trascendió luego del asesinato de un periodista— liderados por: Guillermo Jenefes, senador nacional y presidente de la Comisión de Comunicaciones; Milagro Sala, piquetera de la CTA y representante de la Asociación Tupac Amaru; Rubén Rivarola y su grupo conocido como "Los Colombianos"; y, por último, Eduardo Fellner, exgobernador de Jujuy y —en ese momento— diputado nacional. Finalmente, en 2011 Fellner obtuvo su tercer mandato como gobernador de la provincia de Jujuy y Rivarola accedió a la Cámara de Diputados de la Nación.
En julio de 2011 los trabajadores municipales de El Talar lo increparon con insultos y le recriminaron un compromiso asumido en mayo del mismo año por un incremento salarial. Ante la situación, Rivarola descendió de su camioneta y les contestó a los gritos:

"Vayan a pedirle un aumento a Milagro Sala".
Rubén Rivarola, junio de 2011.